# Чад Джонсон (хокеїст)
Чад Джонсон (англ. Chad Johnson, нар. 10 червня 1986, Калгарі) — канадський хокеїст, воротар клубу НХЛ «Баффало Сейбрс». Гравець збірної команди Канади.

## Ігрова кар'єра
Хокейну кар'єру розпочав 2003 року.
2006 року був обраний на драфті НХЛ під 125-м загальним номером командою «Піттсбург Пінгвінс». 
Захищав кольори професійних команд «Нью-Йорк Рейнджерс», «Фінікс Койотс», «Бостон Брюїнс», «Нью-Йорк Айлендерс» та «Калгарі Флеймс». Наразі ж грає за клуб НХЛ «Баффало Сейбрс».

## Статистика

### Клубні виступи
| Сезон        | Клуб                 | Ліга         | Регулярний сезон | Регулярний сезон | Регулярний сезон | Регулярний сезон | Регулярний сезон | Регулярний сезон | Регулярний сезон | Регулярний сезон | Регулярний сезон | Плей-оф | Плей-оф | Плей-оф | Плей-оф | Плей-оф | Плей-оф | Плей-оф | Плей-оф |
| Сезон        | Клуб                 | Ліга         | І                | В                | П                | ПОТ              | Хв               | ПГ               | ІБГ              | ПГГ              | %ВК              | І       | В       | П       | Хв      | ПГ      | ІБГ     | ПГA     | %ВК     |
| ------------ | -------------------- | ------------ | ---------------- | ---------------- | ---------------- | ---------------- | ---------------- | ---------------- | ---------------- | ---------------- | ---------------- | ------- | ------- | ------- | ------- | ------- | ------- | ------- | ------- |
| 2003–04      | «Брукс Бендітс»      | ЮХЛА         | 31               | 6                | 20               | 3                | 1782             | 117              | 0                | 3.94             | —                | —       | —       | —       | —       | —       | —       | —       | —       |
| 2004–05      | «Брукс Бендітс»      | ЮХЛА         | 42               | 25               | 16               | 2                | 2,505            | 109              | 2                | 2.61             | .923             | 9       | 4       | 5       | 493     | —       | —       | —       | —       |
| 2005–06      | «Аляска Ненукс»      | ЦКХА         | 18               | 6                | 7                | 4                | 985              | 42               | 0                | 2.56             | .917             | —       | —       | —       | —       | —       | —       | —       | —       |
| 2006–07      | «Аляска Ненукс»      | ЦКХА         | 19               | 5                | 6                | 2                | 1002             | 52               | 1                | 3.11             | .883             | —       | —       | —       | —       | —       | —       | —       | —       |
| 2007–08      | «Аляска Ненукс»      | ЦКХА         | 7                | 0                | 6                | 0                | 357              | 20               | 0                | 3.36             | .893             | —       | —       | —       | —       | —       | —       | —       | —       |
| 2008–09      | «Аляска Ненукс»      | ЦКХА         | 35               | 14               | 16               | 5                | 2062             | 57               | 6                | 1.66             | .940             | —       | —       | —       | —       | —       | —       | —       | —       |
| 2009–10      | «Хартфорд Вулф Пек»  | АХЛ          | 44               | 24               | 18               | 2                | 2649             | 112              | 3                | 2.54             | .911             | —       | —       | —       | —       | —       | —       | —       | —       |
| 2009–10      | «Нью-Йорк Рейнджерс» | НХЛ          | 5                | 1                | 2                | 1                | 281              | 11               | 0                | 2.35             | .919             | —       | —       | —       | —       | —       | —       | —       | —       |
| 2010–11      | «Хартфорд Вулф Пек»  | АХЛ          | 40               | 16               | 19               | 3                | 2271             | 103              | 2                | 2.72             | .901             | —       | —       | —       | —       | —       | —       | —       | —       |
| 2010–11      | «Нью-Йорк Рейнджерс» | НХЛ          | 1                | 0                | 0                | 0                | 20               | 2                | 0                | 6.00             | .818             | —       | —       | —       | —       | —       | —       | —       | —       |
| 2011–12      | «Конектикут Уел»     | АХЛ          | 49               | 22               | 18               | 6                | 2775             | 115              | 1                | 2.49             | .919             | —       | —       | —       | —       | —       | —       | —       | —       |
| 2012–13      | «Портленд Пайретс»   | АХЛ          | 34               | 16               | 15               | 1                | 1937             | 97               | 2                | 3.00             | .903             | 3       | 0       | 3       | 204     | 12      | 0       | 3.53    | .898    |
| 2012–13      | «Фінікс Койотс»      | НХЛ          | 4                | 2                | 0                | 2                | 247              | 5                | 1                | 1.21             | .954             | —       | —       | —       | —       | —       | —       | —       | —       |
| 2013–14      | «Бостон Брюїнс»      | НХЛ          | 27               | 17               | 4                | 3                | 1511             | 53               | 2                | 2.10             | .925             | —       | —       | —       | —       | —       | —       | —       | —       |
| 2014–15      | «Нью-Йорк Айлендерс» | НХЛ          | 19               | 8                | 8                | 1                | 1053             | 54               | 0                | 3.08             | .889             | —       | —       | —       | —       | —       | —       | —       | —       |
| 2015–16      | «Баффало Сейбрс»     | НХЛ          | 45               | 22               | 16               | 4                | 2592             | 102              | 1                | 2.36             | .920             | —       | —       | —       | —       | —       | —       | —       | —       |
| 2016–17      | «Калгарі Флеймс»     | НХЛ          | 36               | 18               | 15               | 1                | 2013             | 87               | 3                | 2.59             | .910             | 1       | 0       | 1       | 52      | 1       | 0       | 1.16    | .952    |
| Усього в НХЛ | Усього в НХЛ         | Усього в НХЛ | 137              | 68               | 45               | 12               | 7,716            | 314              | 7                | 2.44             | .915             | 1       | 0       | 1       | 52      | 1       | 0       | 1.16    | .952    |

### Збірна
| Рік                | Команда            | Турнір             | Місце              | І | В | П | Н/OTL | Хв  | ПГ | ІБГ | ПГГ  | %ВК  |
| ------------------ | ------------------ | ------------------ | ------------------ | - | - | - | ----- | --- | -- | --- | ---- | ---- |
| 2010               | Канада             | ЧС                 | 7-е                | 3 | 0 | 0 | 0     | 73  | 1  | 0   | 0.82 | .964 |
| 2017               | Канада             | ЧС                 | 2                  | 3 | 3 | 0 | 0     | 180 | 4  | 1   | 1.33 | .917 |
| Національна збірна | Національна збірна | Національна збірна | Національна збірна | 6 | 3 | 0 | 0     | 253 | 5  | 1   | 1.18 | .932 |